# Gülzow (bei Stavenhagen)
Gülzow ist eine Gemeinde im Landkreis Mecklenburgische Seenplatte. Die Gemeinde liegt nordwestlich von Neubrandenburg. Sie gehörte bis zum 31. Januar 2004 dem Amt Stavenhagen-Land und seit der Fusion mit der Stadt Stavenhagen  dem Amt Stavenhagen an, das seinen Verwaltungssitz in der Reuterstadt Stavenhagen hat.

## Geografie und Verkehr
Gülzow liegt etwa vier Kilometer westlich von Stavenhagen und etwa sechs Kilometer östlich von Malchin, südlich des Kummerower Sees. Die B 194 verläuft östlich, die B 104 nördlich der Gemeinde. Der nächste Bahnhof ist Reuterstadt Stavenhagen an der Bahnstrecke Bützow–Szczecin, etwa fünf Kilometer östlich von Gülzow. Nach Stavenhagen verkehrt wochentags die Buslinie 426 der Demminer Verkehrsgesellschaft.

## Geschichte
Gülzow wurde erstmals im Jahr 1226 urkundlich erwähnt. Das Dorf einschließlich der Kirche wurden im Dreißigjährigen Krieg zerstört. Das ehemalige Hufendorf entwickelte sich im 18. und 19. Jahrhundert zu einem Angerdorf mit den Bauernhöfen, ehemaligen Büdnereien und Häuslereien.

## Politik

### Gemeindevertretung und Bürgermeister
Der Gemeinderat besteht (inkl. Bürgermeister) aus sieben Mitgliedern. Die Wahl zum Gemeinderat am 26. Mai 2019 hatte folgende Ergebnisse:
| Partei/Bewerber          | Prozent | Sitze |
| ------------------------ | ------- | ----- |
| SPD                      | 74,71   | 5     |
| Einzelbewerber Klockmann | 21,49   | 1     |

Bürgermeister der Gemeinde ist Uwe Bürth, er wurde mit 80,20 % der Stimmen gewählt.

### Wappen, Flagge, Dienstsiegel
Die Gemeinde verfügt über kein amtlich genehmigtes Hoheitszeichen, weder Wappen noch Flagge. Als Dienstsiegel wird das kleine Landessiegel mit dem Wappenbild des Landesteils Mecklenburg geführt. Es zeigt einen hersehenden Stierkopf mit abgerissenem Halsfell und Krone und der Umschrift „GEMEINDE GÜLZOW • LANDKREIS MECKLENBURGISCHE SEENPLATTE“.